# Joseph Liebgott
Joseph Liebgott (Lansing, 17 mei 1915 – San Bernardino, 28 juni 1992) was een Amerikaans militair. Tijdens de Tweede Wereldoorlog vocht hij in de Easy Company van het 506th Parachute Infantry Regiment, 101e Luchtlandingsdivisie, beschreven in het boek en de televisieserie Band of Brothers.

## Levensloop

### Voor de oorlog
Liebgotts familie had een Oostenrijkse oorsprong. De familie Liebgott verhuisde naar de Verenigde Staten. Joseph en de andere kinderen werden allemaal naar een katholieke school gestuurd, om hun Joodse achtergrond te verbergen. Dit deden ze omdat ze bang waren dat de toekomstige generatie hen zou achtervolgen vanwege hun geloof. Voor de oorlog werkte Joseph in een kapperszaak.

### Tweede Wereldoorlog
Liebgott nam deel aan alle belangrijke gevechten van de Easy Company. Zijn belangrijkste rol in de oorlog was als tolk; Liebgott sprak namelijk vloeiend Duits. Toen de Easy Company het concentratiekamp in Landsberg had ontdekt, moest hij als tolk de gevangenen melden dat ze nog tijdelijk in het kamp moesten blijven. Dit viel Liebgott, die een Joodse moeder had, erg zwaar.

### Na de oorlog
Na de oorlog werkte hij korte tijd als taxichauffeur, alvorens hij naar Oakland (Californië) verhuisde. Aldaar kreeg hij samen met zijn vrouw acht kinderen. Joseph had ervoor gekozen om nooit met zijn gezinsleden over de ervaringen in de oorlog te praten. Ook is hij nooit op een reünie van de Easy Company verschenen.

## Band of Brothers
In de miniserie Band of Brothers wordt het personage van Jospeh Liebgott vertolkt door acteur Ross McCall.